# Söderby-Karls distrikt
Söderby-Karls distrikt är ett distrikt i Norrtälje kommun och Stockholms län. 
Distriktet ligger i norra delen av kommunen. 

## Tidigare administrativ tillhörighet
Distriktet inrättades 2016 och utgörs av socknen Söderby-Karl i Norrtälje kommun.
Området motsvarar den omfattning Söderby-Karls församling hade vid årsskiftet 1999/2000.